# Saint-Laurent-la-Vallée
Saint-Laurent-la-Vallée è un comune francese di 263 abitanti situato nel dipartimento della Dordogna nella regione della Nuova Aquitania.

## Società

### Evoluzione demografica
Abitanti censiti